# Arturo Alessandri

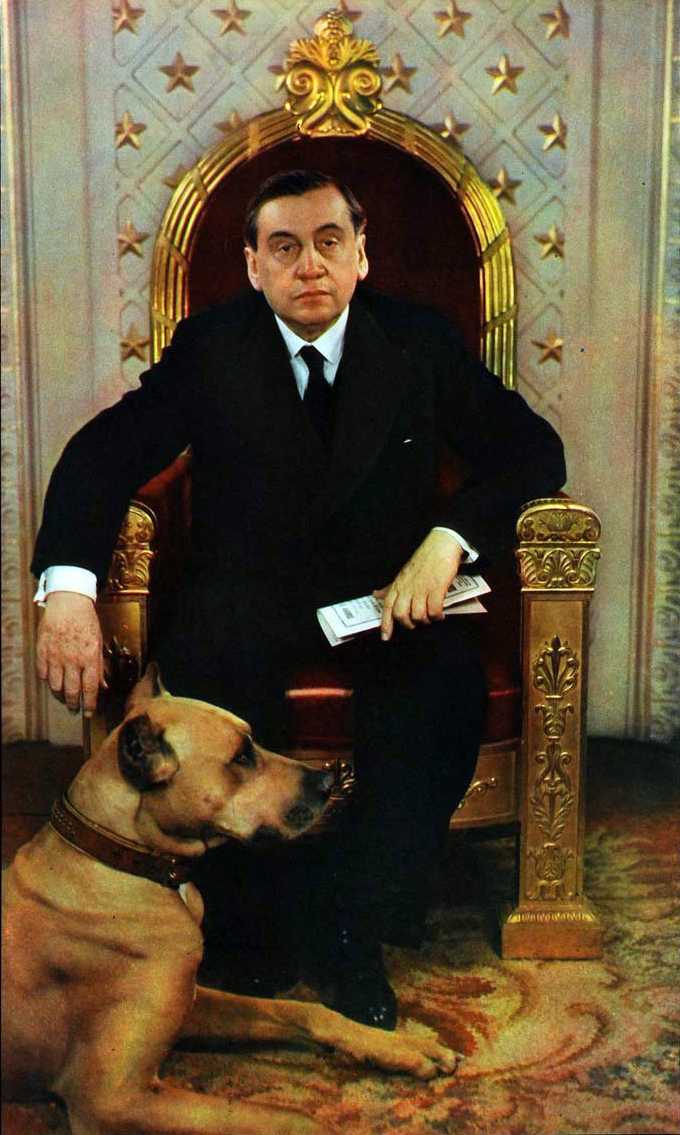
Arturo Alessandri Palma

Arturo Alessandri Palma, född 20 december 1868, död 24 augusti 1950 i Santiago de Chile, var president i Chile 1920–1925 och 1932–1938. Han hade som smeknamn Tarapacá-lejonet

## Biografi
Alessandri var 1913–1918 Chiles finansminister och 1918–1920 landets inrikesminister, och valdes efter en hård valstrid 1920 till som det radikala partiets kadidat till Chiles president. Under sin första presidentperiod kunde Alessandri inte förverkliga det reformprogram, som han framlagt under valstriden, då hans parti inte hade majoritet i parlamentet. Alessandri försökte dock regera mot parlamentet, men hans politik mynnade endast ut i ständiga ministerkriser. 
Efter en statskupp i september 1924 lämnade han landet under knappt värdiga förhållanden. Den nya styrelsen vann dock inte landets förtroende, och Alessadri återkallades och inträdde i mars 1925 åter för några månader i ämbetet. Han hälsades vid sin återkomst med allmän entusiasm, men hans politik motsvarade inte förväntningarna. Han genomförde dock viktiga förändringar i författningen, som gick i demokratisk riktning, men samtidigt stärkte presidentens makt. När det under Ibanez fascistiska regim 1927 utbröt oroligheter i Alessandris namn, landsförvisades han, och bosatte sig i Buenos Aires.
Åren 1932-38 var Alessandri ännu en gång president och genomförde ett flertal praktiska reformer och bland annat upplöste salpertertrusten Cosach. Då han emellertid orienterade sig allt mer åt höger uppstod missnöje bland hans forna anhängare, och åtskilliga upplopp, även kommunistiska, företogs mot honom, men han lyckades slå ned dessa och förblev som president till mandattidens utgång. Han blev därefter president i senaten i Chiles parlament.